# Parotomys littledalei
Parotomys littledalei — один із двох видів мишевих гризунів роду Parotomys. Зустрічається в Намібії та Південній Африці. Його природними середовищами існування є це помірні чагарники, субтропічні або тропічні сухі чагарники та помірні пустелі.

## Опис
Parotomys littledalei дуже схожий за морфологією на Parotomys brantsii, але його можна відрізнити за будовою різців, а також за висотою та довжиною свистячого крику, який він видає. Довжина голови й тулуба самців становить приблизно 215 мм, а самки трохи менші. Вуха P. littledalei значно загостреніші, ніж у P. brantsii.

## Екологія
P. littledalei активний протягом дня і харчується травами, сукулентами та іншим свіжим рослинним матеріалом, з якого він отримує воду. Будує під кущами великі нори з кількома камерами, що містять подрібнену рослинність; вони з’єднані поверхневими стежками, які також ведуть до зон годівлі. Коли він виявляє присутність хижака, він видає пронизливий свист, і присутність P. littledalei в місцевості може бути засвідчена його вокалізацією, а не візуально.